# Самарийалюминий
Самарийалюминий — бинарное неорганическое соединение
самария и алюминия
с формулой AlSm,
кристаллы.

## Получение
- Сплавление стехиометрических количеств чистых веществ:

{\displaystyle {\mathsf {Sm+Al\ {\xrightarrow {T}}\ AlSm}}}

## Физические свойства
Самарийалюминий образует кристаллы
ромбической сингонии, пространственная группа P mma, параметры ячейки a = 0,5899 нм, b = 1,1622 нм, c = 0,5678 нм, Z = 8,
структура типа эрбийалюминия AlEr
.
Соединение образуется по перитектической реакции при температуре >1000 °C

(980 °C ).